# Comunidad de Tara
La Comunidad de Tara es una de las comunidades del Distrito de Pilcuyo en la Provincia de El Collao del Departamento de Puno.
Está ubicada sobre los 3.830 m s. n. m.

## Historia
La comunidad fue fundada el 19 de diciembre de 1985 siendo Presidente Gregorio Maquera Huanca, siendo el actual Presidente Victor Manuel Candia Maquera

## Demografía
La población aproximado de 450 de los cuales solo el 25% es censado en la lista comunal como activos.

## Enlaces externos

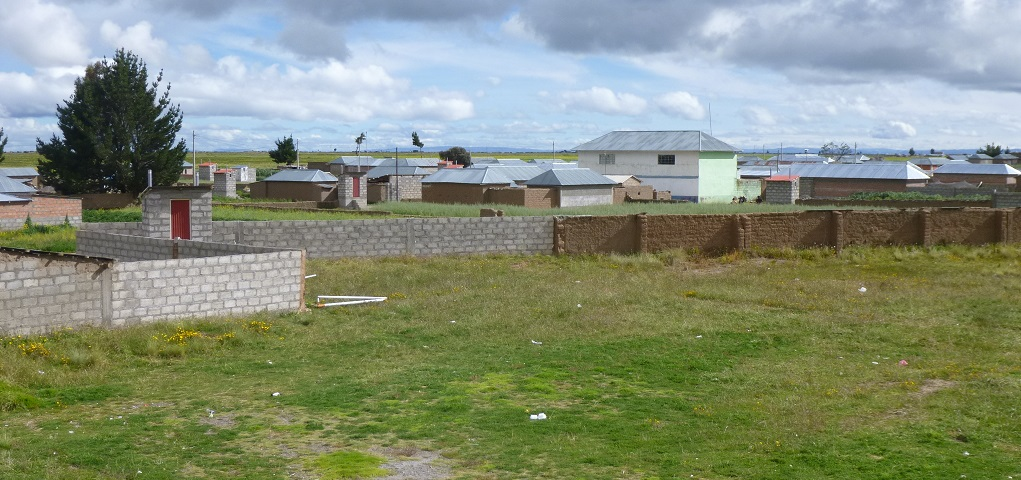
Comunidad de Tara